# Irish League 1915-1916
L'Irish League 1915-1916 ovvero il campionato della prima divisione del campionato nordirlandese di calcio fu sospeso a causa della prima guerra mondiale.
Solo le squadre di Belfast e del rispettivo distretto giocarono e il Linfield vinse il titolo.

## Classifica finale
| Pos. | Squadra        | G  | V | N | P | GF | GS | Punti |
| ---- | -------------- | -- | - | - | - | -- | -- | ----- |
| 1    | Linfield       | 10 | 7 | 2 | 1 | 17 | 4  | 16    |
| 2    | Glentoran      | 10 | 5 | 4 | 1 | 20 | 10 | 14    |
| 3    | Distillery     | 10 | 5 | 2 | 3 | 18 | 9  | 12    |
| 4    | Belfast United | 10 | 3 | 3 | 4 | 14 | 13 | 9     |
| 5    | Cliftonville   | 10 | 2 | 4 | 4 | 7  | 14 | 8     |
| 6    | Glenavon       | 10 | 0 | 1 | 9 | 7  | 33 | 1     |

G = Partite giocate; V = Vittorie; N = Nulle/Pareggi; P = Perse; GF = Goal fatti; GS = Goal subiti; 